# Pabatu III
Pabatu III is een bestuurslaag in het regentschap Serdang Bedagai van de provincie Noord-Sumatra, Indonesië. Pabatu III telt 334 inwoners (volkstelling 2010).